# Mansar
Mansar é uma vila no distrito de Nagpur, no estado indiano de Maharashtra.

## Geografia
Mansar está localizada a 21° 24′ N, 79° 15′ L. Tem uma altitude média de 471 metros (1545 pés).

## Demografia
Segundo o censo de 2001, Mansar tinha uma população de 6458 habitantes. Os indivíduos do sexo masculino constituem 50% da população e os do sexo feminino 50%. Mansar tem uma taxa de literacia de 69%, superior à média nacional de 59.5%: a literacia no sexo masculino é de 76% e no sexo feminino é de 61%. Em Mansar, 13% da população está abaixo dos 6 anos de idade.